# Gung Pinto
Gung Pinto is een bestuurslaag in het regentschap Karo van de provincie Noord-Sumatra, Indonesië. Gung Pinto telt 506 inwoners (volkstelling 2010).